# Liste des principales gares du monde
 (juillet 2020).
Si vous disposez d'ouvrages ou d'articles de référence ou si vous connaissez des sites web de qualité traitant du thème abordé ici, merci de compléter l'article en donnant les références utiles à sa vérifiabilité et en les liant à la section « Notes et références ».
Cet article présente la liste des principales gares du monde, listée par pays.

## Afrique

### Algérie
- Gare d'Alger (Alger)
- Gare de l'Agha (Alger)
- Gare de Chlef (Chlef)
- Gare de Thénia (Boumerdès)
- Gare d'Oran (Oran)
- Gare de Constantine (Constantine)
- Gare d'Annaba (Annaba)
- Gare de Sétif (Sétif)
- Gare de Béjaïa (Béjaïa)
- Gare de Tizi-Ouzou (Tizi Ouzou)

### Côte d'Ivoire
- Gare de Treichville ( Abidjan)
- Gare de Bouaké ( Bouaké)

### Maroc
Les dix principales gares marocaines du réseau géré par l'ONCF :
- Gare Rabat-Ville (Rabat)
- Gare Marrakech-Ville (Marrakech)
- Gare Casa-Voyageurs (Casablanca)
- Gare Casa-Port (Casablanca)
- Gare de Fès-Ville (Fès)
- Gare de Tanger-Ville (Tanger)
- Gare de l'Oasis (Casablanca)
- Gare Rabat-Agdal (Rabat)
- Gare Meknès-Ville (Meknès)
- Gare Kénitra-Ville (Kénitra)
- Gare Oujda-Ville (Oujda)

### Sénégal
- Gare de Dakar

## Amériques

### Brésil
- Gare de la Luz (São Paulo)

### Canada
- Gare Union de Toronto (72,4 millions de voyageurs par an)
- Gare centrale de Montréal (10,6 millions de voyageurs par an)

### Colombie
- Gare Montoya (Barranquilla) (plus ancienne gare du pays)

### États-Unis
- Pennsylvania Station (New York) (107,4 millions de voyageur par an)
- Grand Central Terminal New York (66,9 millions de voyageurs par an)
- Union Station (Chicago) (43,9 millions de voyageurs par an)
- Ogilvie Transportation Center Chicago (31,9 millions de voyageurs par an)
- South Station Boston (28,8 millions de voyageurs par an)
- Pennsylvania Station (Newark) (17,8 millions de voyageurs par an)
- World Trade Center (station du PATH) New York (17,1 millions de voyageurs par an)
- Hoboken Terminal (14,9 millions de voyageurs par an)
- Gare de Washington Union Station (13,6 millions de voyageurs par an)
- 30th Street Station Philadelphie (12,2 millions de voyageurs par an)
- Gare de Los Angeles (10,9 millions de voyageurs par an)
- Millennium Station Chicago (10,7 millions de voyageurs par an)

## Asie

### Chine
- Gare de Pékin-Ouest
- Gare de Pékin-Sud
- Gare de Shanghai-Hongqiao
- Gare de Canton-Sud
- Gare de Wuchang (Wuhan)
- Gare de Shijiazhuang
- Gare de Zhengzhou-Est
- Gare de Chonqing-Nord
- Gare de Hangzhou-Est
- Gare de Hong Kong-West Kowloon

### Japon
- Gare de Shinjuku (1,2 milliard de voyageurs par an)
- Gare de Shibuya (1,1 milliard de voyageurs par an)
- Gare d'Ikebukuro (926 millions de voyageurs par an)
- Gare d'Umeda (880 millions de voyageurs par an)
- Gare de Yokohama (760 millions de voyageur par an)
- Gare de Kita-Senju (583,8 millions de voyageurs par an)

### Malaisie
- Gare de Johor Bahru Sentral
- Gare de Kuala Lumpur Sentral

### Taïwan
- Gare centrale de Taipei

### Viêt Nam
- Gare de Saigon

## Europe

### Allemagne
- Gare centrale de Hambourg (193,4 millions de voyageurs par an)
- Gare centrale de Francfort-sur-le-Main (167,9 millions de voyageurs par an)
- Gare centrale de Munich (146 millions de voyageurs par an)
- Gare centrale de Cologne (113,1 millions de voyageurs par an)
- Gare centrale de Berlin (109,5 millions de voyageurs par an)
- Gare centrale de Stuttgart (109,5 millions de voyageurs par an)
- Gare centrale de Hanovre (102,2 millions de voyageurs par an)
- Gare centrale de Düsseldorf (98,5 millions de voyageurs par an)
- Gare centrale de Nuremberg (73 millions de voyageurs par an)
- Gare centrale d'Essen (54,7 millions de voyageurs par an)
- Gare centrale de Brême (51,1 millions de voyageurs par an)
- Gare centrale de Duisbourg (47,4 millions de voyageurs par an)
- Gare centrale de Leipzig (43,8 millions de voyageurs par an)
- Gare centrale de Dortmund (40,1 millions de voyageurs par an)
- Gare centrale de Mannheim (40,1 millions de voyageurs par an)

### Belgique
- Gare d'Anvers-Central
- Gare de Bruxelles-Central
- Gare de Bruxelles-Midi
- Gare de Bruxelles-Nord
- Gare de Bruxelles-Luxembourg
- Gare de Charleroi-Central
- Gare de Gand-Saint-Pierre
- Gare de Liège-Guillemins
- Gare de Louvain
- Gare de Namur
- Gare d'Ostende

### Danemark
- Gare centrale de Copenhague

### Espagne
- Gare de Madrid-Atocha (110 millions de voyageurs par an)
- Gare de Barcelone-Sants (46,5 millions de voyageurs par an)
- Gare de Madrid-Chamartín-Clara Campoamor (32,9 millions de voyageurs par an)
- Gare de Barcelone-França (2,3 millions de voyageurs par an)

### Finlande
- Gare centrale d'Helsinki

### France

#### Paris
- Gare de Paris-Nord (292,4 millions de voyageurs par an)
- Paris-Gare-de-Lyon (148,1 millions de voyageurs par an)
- Gare de Paris-Saint-Lazare (109,6 millions de voyageurs par an)
- Gare de Châtelet - Les Halles (58,5 millions de voyageurs par an)
- Gare de Paris-Montparnasse (54,8 millions de voyageurs par an)
- Gare d'Haussmann - Saint-Lazare (47,4 millions de voyageurs par an)
- Gare de Magenta (43,9 millions de voyageurs par an)
- Gare de Paris-Est (37,8 millions de voyageurs par an)
- Gare de Saint-Michel - Notre-Dame (36,4 millions de voyageurs par an)
- Gare de la Bibliothèque François-Mitterrand (28,07 millions de voyageurs par an)
- Gare de Paris-Austerlitz (21,8 millions de voyageurs par an)
- Gare de Paris-Bercy-Bourgogne-Pays d'Auvergne (3,9 millions de voyageurs par an)

#### Banlieue parisienne
- Gare de la Défense (62,1 millions de voyageurs par an)
- Gare de Juvisy (41,4 millions de voyageurs par an)
- Gare de Saint-Denis (35,6 millions de voyageurs par an)
- Gare du Val de Fontenay (31,8 millions de voyageurs par an)
- Gare de Clichy - Levallois (30,2 millions de voyageurs par an)
- Gare d'Aulnay-sous-Bois (25,2 millions de voyageurs par an)
- Gare d'Ermont - Eaubonne (23,06 millions de voyageurs par an)
- Gare d'Asnières-sur-Seine (21,3 millions de voyageurs par an)
- Gare de Versailles-Chantiers (20,09 millions de voyageurs par an)
- Gare de Villeneuve-Saint-Georges (18,1 millions de voyageurs par an)
- Gare de Garges - Sarcelles (18,01 millions de voyageurs par an)
- Gare du Bourget (18 millions de voyageurs par an)
- Gare de Noisy-le-Sec (17,6 millions de voyageurs par an)
- Gare de Maisons-Alfort - Alfortville (16,8 millions de voyageurs par an)

#### Hors Ile-de-France (en 2019 sources Data-sncf[1])
- Gare de Lyon-Part-Dieu (32,6 millions de voyageurs par an)
- Gare de Lille-Flandres (21,9 millions de voyageurs par an)
- Gare de Strasbourg-Ville (21,5 millions de voyageurs par an)
- Gare de Bordeaux-Saint-Jean (17,7 millions de voyageurs par an)
- Gare de Marseille-Saint-Charles (14,6 millions de voyageurs par an)
- Gare de Nantes (13,0 millions de voyageurs par an)
- Gare de Rennes (11,6 millions de voyageurs par an)
- Gare de Toulouse-Matabiau (9,9 millions de voyageurs par an)
- Gare de Nice-Ville (9,5 millions de voyageurs par an)
- Gare de Nancy-Ville (8,1 millions de voyageurs par an)
- Gare de Lille-Europe (7,9 millions de voyageurs par an)
- Gare de Grenoble (7,8 millions de voyageurs par an)
- Gare de Metz-Ville (7,6 millions de voyageurs par an)
- Gare de Lyon-Perrache (7,4 millions de voyageurs par an)
- Gare de Rouen Rive Droite (6,4 millions de voyageurs par an)
- Gare de Montpellier-Saint-Roch (6,4 millions de voyageurs par an)
- Gare de Dijon-Ville (6,4 millions de voyageurs par an)
- Gare d'Angers-Saint-Laud (5,7 millions de voyageurs par an)
- Gare d'Amiens (5,4 millions de voyageurs par an)
- Gare de Mulhouse-Ville (5,3 millions de voyageurs par an)
- Gare de Creil (5,1 millions de voyageurs par an)
- Gare de Tours (5,0 millions de voyageurs par an)
- Gare du Mans (4,9 millions de voyageurs par an)
- Gare d'Arras (4,3 millions de voyageurs par an)
- Gare de Colmar (4,2 millions de voyageurs par an)

### Hongrie

#### Budapest
- Gare de Budapest-Déli
- Gare de Budapest-Keleti
- Gare de Budapest-Nyugati

### Irlande

#### Dublin
- Gare de Dublin Connolly
- Gare de Dublin Heuston
- Gare de Dublin Pearse

### Italie
- Gare de Rome-Termini : 150 millions[2],
- Gare de Milan-Centrale : 120 millions[3],
- Gare de Turin-Porta-Nuova : 70 millions[4],
- Gare de Florence-Santa-Maria-Novella : 59 millions[5],
- Gare de Bologne-Centrale : 58 millions[6],
- Gare de Naples-Centrale : 50 millions[7],
- Gare de Venise-Mestre : 31 millions[8],
- Gare de Venise-Santa-Lucia : 30 millions[9],
- Gare de Vérone-Porta-Nuova : 25 millions[10],
- Gare de Gênes-Piazza-Principe : 24 millions[11],
- Gare de Gênes-Brignole : 22 millions[12],
- Gare de Palerme-Centrale : 19 millions[13],
- Gare de Bari-Centrale : 14 millions[14].

### Moldavie
- Gare de Chișinău.

### Monaco
- Gare de Monaco-Monte-Carlo (5,5 millions de voyageurs en 2011)

### Norvège
- Gare centrale d'Oslo

### Pologne
- Gare centrale de Cracovie
- Gare centrale de Gdańsk
- Gare centrale de Poznań
- Gare centrale de Varsovie
- Gare centrale de Wrocław

### République tchèque
- Gare centrale de Prague

### Roumanie
- Gare du Nord (Bucarest)

### Royaume-Uni

#### Londres
- Gare de Londres-Waterloo (94,1 millions de voyageurs par an)
- Gare de Londres-Victoria (74,7 millions de voyageurs par an)
- Gare de Liverpool Street (69,4 millions de voyageurs par an)
- Gare de London Bridge (61,3 millions de voyageurs par an)
- Gare d'Euston (46,1 millions de voyageurs par an)
- Gare de Paddington (38,1 millions de voyageurs par an)
- Gare de Saint-Pancras (35,9 millions de voyageurs par an)
- Gare de King's Cross (34,6 millions de voyageurs par an)
- Highbury & Islington (métro de Londres) (30,4 millions de voyageurs par an)
- Gare de Charing Cross (30,2 millions de voyageurs par an)
- Gare de Clapham Junction (29,5 millions de voyageurs par an)
- Gare de Cannon Street (20,6 millions de voyageurs par an)
- Vauxhall (métro de Londres) (21,01 millions de voyageurs par an)
- Gare de Fenchurch Street (18,5 millions de voyageurs par an)
- Wimbledon (métro de Londres) (18,4 millions de voyageurs par an)
- Gare de Marylebone (16,1 millions de voyageurs par an)

#### En dehors de Londres
- Gare de Birmingham New Street (47,9 millions de voyageurs par an)
- Gare centrale de Glasgow (32,7 millions de voyageurs par an)
- Gare de Leeds (30,8 millions de voyageurs par an)
- Gare de Manchester Piccadilly (30,2 millions de voyageurs par an)
- Gare d'Édimbourg-Waverley (23,8 millions de voyageurs par an)
- Gare de Brighton (17,3 millions de voyageurs par an)
- Gare de Reading (17,08 millions de voyageurs par an)

### Russie

#### Moscou
- Gare de Biélorussie
- Gare de Iaroslavl
- Gare de Kazan
- Gare de Kiev
- Gare de Koursk
- Gare de Léningrad
- Gare de Paveliets
- Gare de Riga
- Gare de Saviolovo

#### Saint-Pétersbourg
- Gare de Finlande
- Gare de Moscou
- Gare de Vitebsk

### Suède
- Gare centrale de Stockholm

### Suisse
- Gare centrale de Zurich (170,3 millions de voyageurs par an)
- Gare de Berne (76,6 millions de voyageurs par an)
- Gare de Bâle CFF (41,6 millions de voyageurs par an)
- Gare de Lausanne (39,7 millions de voyageurs par an)
- Gare de Winterthour (39,4 millions de voyageurs par an)
- Gare de Genève-Cornavin (26,9 millions de voyageurs par an)

### Ukraine
- Liste de gares en Ukraine
- Gare de Kiev-Passazhirsky (23.4 millions de voyageurs par an)
- Gare centrale de Lviv (8.3 millions de voyageurs par an)

## Océanie

### Australie
- Gare de Flinders street (Melbourne)